# Larry Adler
Larry Adler (ur. 10 lutego 1914 w Baltimore, zm. 6 sierpnia 2001 w Londynie), właśc. Lawrence Cecil Adler – amerykański muzyk jazzowy, wirtuoz harmonijki chromatycznej oraz aktor filmowy.

## Życiorys
Urodził się w żydowskiej rodzinie, która przybyła do Baltimore z Rosji. Swoją zawodową karierę rozpoczął w wieku 14 lat, kiedy to po zwycięstwie w międzystanowych zawodach przeprowadził się do Nowego Jorku. Tam początkowo zabawiał swoją grą publiczność podczas antraktów na występach Rudy'ego Vallée.
Jego kariera rozkręciła się na dobre po pełnym improwizacji wykonaniu Bolero w hollywoodzkim kinie Grauman's Chinese Theater do filmu Roman Scandals Eddiego Cantora. Zdobywszy uznanie w światku filmowym, zagrał w kilku filmach. Wykonywał m.in. Błękitną rapsodię w duecie z George’em Gershwinem, a w 1938 nagrał płytę z Django Reinhardtem. Drugą połowę swego życia spędził w Londynie.

## Dyskografia
Zestawienie oparte na informacjach portalu muzycznego allmusic.com:
- Larry Adler Again (Audio Fidelity)
- Live at the Ballroom (Newport Classic, 1986)
- In Concert (Capitol, 1992)
- The Mouth Organ Virtuoso (EMI Music Distribution, 1995)
- Harmonica Virtuoso (Madacy, 1998)
- The Genius of Larry Adler: 15 Harmonica Classics (Decca/Import, 1999)
- Rhapsody in Blue: Larry Adler Live in Concert (Fourmatt)
- Live in Australia (ABC/Uniwersal)

## Filmografia
W trakcie swej 70-letniej kariery ekranowej występował w niemal 110 filmach fabularnych, serialach telewizyjnych oraz filmach dokumentalnych, grając głównie samego siebie, a także komponując muzykę do nich lub wykonując ją na harmonijce ustnej.

### jako aktor
- 1931: Sky High (krótkometrażowy)
- 1932: The Tabasco Kid (krótkometrażowy) jako kowboj grający na harmonijce ustnej
- 1934: Szpieg nr 13 jako mężczyzna grający na harmonijce ustnej
- 1934: Many Happy Returns jako mężczyzna grający na harmonijce ustnej
- 1936: The Big Broadcast of 1937 jako muzyk, specjalizujący się w harmonijce ustnej
- 1937: The Singing Marine jako Larry (harmonijka ustna)
- 1937: Calling All Stars jako on sam
- 1938: Zaułek św. Marcina jako Constantine Dan
- 1944: Muzyka dla milionów jako Larry
- 1948: Trzy odważne córki jako Larry Adler (grający na harmonijce ustnej)
- 1949: Music-Hall (serial TV) jako on sam
- 1952: The Centre Show (serial TV) jako on sam
- 1953: Face the Music (serial TV) jako on sam
- 1954: Spice of Life (serial TV) jako on sam
- 1955: Rhapsody in Blue (film TV) jako instrumentalista (on sam)
- 1955-1957: Off the Record (serial TV, 3 odcinki) jako wykonawca (on sam)
- 1955-1960: Music for You (serial TV, 5 odcinków) jako on sam
- 1956: The Tin Pan Alley Show (serial TV) jako on sam
- 1956-1958: The Brains Trust (serial TV, 3 odcinki) jako panelista (on sam)
- 1956-1958: Melodie der Welt (serial TV, 3 odcinki) jako muzyk (on sam)
- 1957: The Ted Ray Show (serial TV) jako on sam
- 1957: Say It with Music (mini-serial TV) jako on sam
- 1957: The Jimmy Wheeler Show (serial TV, 3 odcinki) jako on sam
- 1957: Six-Five Special (serial TV) jako członek zespołu The Teenagers oraz on sam
- 1957: Rendezvous (film TV) jako muzyk (on sam)
- 1957: Larry Adler with ABC Dance Band (specjalny program TV) jako muzyk z harmonijką (on sam)
- 1958: Alan Melville Takes You from A-Z (serial TV) jako on sam
- 1960: Parade (serial TV) jako on sam
- 1960: Juke Box Jury (serial TV) jako panelista (on sam)
- 1961-1963: Val Parnell's Sunday Night at the London Palladium (serial TV, 3 odcinki) jako on sam
- 1962: Tempo (serial TV)
- 1962: The Sunday Break (serial TV) jako on sam
- 1962: Suddenly It's Jim (film TV) jako on sam
- 1962: Histoire d'un instrument (dokumentalny krótkometrażowy serial TV) jako on sam
- 1962: Camera Three (serial TV) jako muzyk z harmonijką (on sam)
- 1963: The Choice Is Yours (serial TV) jako on sam
- 1963: Five O'Clock Club (serial TV) gościnnie, jako on sam
- 1964: Open House (serial TV) jako on sam
- 1964: The Celebrity Game (serial TV, 2 odcinki) jako on sam
- 1964-1965: Gala Performance (serial TV) jako on sam
- 1966: Die Stadt (krótkometrażowy TV) jako solista harmonijki ustnej
- 1966: BBC Show of the Week (serial TV) jako on sam
- 1966: Survival (dokumentalny serial TV) jako on sam (grający na harmonijce)
- 1967: The Cool of the Evening (serial TV) jako on sam (grający na harmonijce)
- 1967: The Mike Douglas Show (serial TV) jako on sam
- 1969: In Melbourne Tonight (serial TV, 3 odcinki) jako on sam
- 1973: Aquarius (dokumentalny serial TV) jako on sam (grający G. Gershwina na harmonijce)
- 1974: Mantovani and His Concert Orchestra (serial TV) jako on sam
- 1975-1981: Looks Familiar (serial TV, 3 odcinki) gościnnie, jako on sam
- 1976-1980: The Tonight Show Starring Johnny Carson (serial TV, 2 odcinki) jako on sam (gość muzyczny)
- 1978: M'Lords... Ladies and Gentlemen... (serial TV) jako on sam
- 1979: Saturday Night at the Mill (serial TV) jako on sam
- 1980: Chaos Supersedes E.N.S.A.. (dokumentalny mini-serial TV) jako osoba udzielająca wywiadu
- 1982: Secombe with Music (serial TV) jako on sam
- 1994: Kate Bush & Larry Adler: The Man I Love (krótkometrażowe video) jako Larry Adler
- 1994: Danny Kaye: Nobody's Fool (dokumentalny film TV)
- 1994: Joy to the World (film TV) jako on sam
- 1994: Michael Ball (serial TV) jako on sam
- 1994: Pebble Mill at One (serial TV) jako on sam
- 1994: Paul Merton's Palladium Story (dokumentalny serial TV) jako on sam
- 1997: The Jack Docherty Show (serial TV) jako on sam
- 1999: Great Performances (serial TV) jako on sam
- 1999: Biografie (dokumentalny serial TV) jako on sam (przyjaciel)
- 2000: The Panel (serial TV) jako on sam
- 2001: Walk on By: The Story of Popular Song (dokumentalny serial TV) jako on sam
- 2001: This Way Up (serial TV) jako on sam
- 2001: 80 Years: A Royal Celebration (film TV) jako on sam (wykonawca)

### jako kompozytor
- 1953: Genevieve
- 1955: The Girl (film TV)
- 1956: Jumping for Joy
- 1958: ITV Television Playhouse (serial TV, 1 odcinek)
- 1958: A Cry from the Streets
- 1961: The Hellions
- 1962: The Great Chase (film dokumentalny)
- 1963: The Hook
- 1964: First Night (serial TV, 1 odcinek)
- 1964: The Midnight Men (serial TV, 6 odcinków)
- 1964: Za króla i ojczyznę
- 1965: Orkan na Jamajce
- 1965: Theatre 625
- 1968: Virgin of the Secret Service (serial TV, 13 odcinków)
- 1971: Jamie (serial TV)
- 1972: Review (dokumentalny serial TV)
- 1972: The Mad Trapper (film dokumentalny)
- 1976: ITV Sunday Night Drama (serial TV, 1 odcinek)
- 1992: Timewatch (dokumentalny serial TV)

### autor soundtracku
- 1937: The Singing Marine jako wykonawca 3 utworów
- 1944: Muzyka dla milionów jako wykonawca 1 utworu
- 1948: Trzy odważne córki jako wykonawca rapsodii rumuńskiej (op. 11)
- 1957: The House in the Woods jako wykonawca głównego tematu i 2 utworów
- 1961: The Hellions jako autor scenariusza, kompozycji i tekstu
- 1994: Kate Bush & Larry Adler: The Man I Love jako wykonawca tytułowego utworu
- 2001: This Way Up jako wykonawca utworu w 1 odcinku serialu TV

### autor muzyki
- 1953: Genevieve jako wykonawca muzyki
- 1955: Herr über Leben und Tod (harmonijka ustna)
- 1956: Jumping for Joy (harmonijka ustna)
- 1960: Music for You (harmonijka ustna w 1 odcinku serialu)
- 1961: The Hellions jako wykonawca muzyki
- 1962: The Great Chase jako wykonawca solo w filmie dokumentalnym
- 1963: The Hook jako wykonawca muzyki
- 1964: The Midnight Men jako wykonawca muzyki w 6 odcinkach serialu
- 1964: Za króla i ojczyznę (harmonijka ustna)
- 1965: ITV Play of the Week (harmonijka ustna w 1 odcinku serialu)
- 1972: The Mad Trapper jako wykonawca muzyki w filmie dokumentalnym
- 1976: Everybody Rides the Carousel (harmonijka ustna)
- 1992: Timewatch (harmonijka ustna w 3 odcinkach serialu dokumentalnego)